# Sondre Skogen
Sondre Skogen (* 13. August 2000) ist ein norwegischer Fußballspieler.

## Karriere

### Verein
Skogen begann seine Karriere bei Rosenborg Trondheim. Im Mai 2019 stand er erstmals im Kader der Profis von Rosenborg, für die er aber nie zum Einsatz kommen sollte. In der Saison 2020 absolvierte er zehn Partien für die Reserve von Rosenborg in der PostNord-Ligaen. Im September 2020 wurde er in die Niederlande an Feyenoord Rotterdam verliehen, im Januar 2021 wurde er von Feyenoord anschließend fest verpflichtet. Im selben Monat wurde der Innenverteidiger an den Zweitligisten Excelsior Rotterdam verliehen. Für Excelsior kam er bis zum Ende der Saison 2020/21 zu sieben Einsätzen in der Eerste Divisie.
Zur Saison 2021/22 kehrte Skogen wieder zu Feyenoords U-21 zurück. Im August 2022 wechselte er zurück in seine Heimat und schloss sich dem Zweitligisten Mjøndalen IF an. Bis zum Ende der Spielzeit 2022 kam er zu elf Einsätzen in der 1. Division. In der Saison 2023 absolvierte er 24 Zweitligaspiele.
Nach weiteren 13 zu Beginn der Saison 2024 wechselte Skogen im Juli 2024 zum österreichischen Zweitligisten SKN St. Pölten, bei dem er einen bis 2026 laufenden Vertrag erhielt.

### Nationalmannschaft
Skogen spielte im August 2016 viermal für die norwegische U-16-Auswahl.